# Peugeot 905
La Peugeot 905 è una vettura da competizione costruita secondo il regolamento FIA Gruppo C e schierata dalla casa francese nel Campionato mondiale sportprototipi dal 1990 al 1992 e nella 24 Ore di Le Mans, entrambi vinti.

## Contesto
Sul finire degli anni ottanta, la FIA introduce dei nuovi regolamenti Gruppo C, in virtù dei quali una nuova classe di prototipi dotati di motore atmosferico di 3.500 cm³, dal peso minimo di 750 kg e senza vincoli di consumo, denominata Sport 3,5 litri va a sostituire al vertice del Campionato mondiale sportprototipi le potenti vetture di classe C1 spinte da propulsori senza vincoli riguardanti cilindrata e sovralimentazione, tranne che per il consumo di carburante. Nello stesso periodo, la Peugeot dopo aver conquistato campionati mondiali rally Gruppo B con la propria 205 T16 e dominato i rally-raid con la 405 T16, ormai orfana di queste discipline, alla ricerca di visibilità e di nuovi prestigiosi traguardi, guarda con molto interesse al mondo dell'endurance, infatti nel 1988 Jean Todt, direttore sportivo della Peugeot Talbot Sport annuncia il lancio del programma sportivo Peugeot 905, dopo diversi mesi passati dal reparto corse a progettare e realizzare i componenti tecnici, nel luglio del 1990 viene presenta sul Circuito di Magny Cours la Peugeot 905, il primo prototipo costruito appositamente per la nuova normativa tecnica. A pilotarla viene chiamato il veterano Jean-Pierre Jabouille, al quale successivamente viene affiancato un altro pilota esperto, Keke Rosberg.

## Tecnica

### Motore
La 905 è spinta da un motore V10, l'angolo formato dalle due bancate è di 80°, la cilindrata è di 3.499 cm³, sviluppa una potenza massima a seconda delle evoluzioni e del suo impiego che va dai 620 CV per le gare di durata ai 680 CV (500 kW) a 12.500 giri/min per le gare sprint, è dotato di due alberi a camme per testata azionati da ingranaggi, 4 valvole per cilindro azionate da un dispositivo pneumatico di richiamo a chiusura, l'iniezione è elettronica, la lubrificazione è del tipo a carter secco. Il propulsore dispone di tromboncini ad altezza variabile come nei motori di Formula 1, grazie alla apposita conformazione della presa d'aria dinamica che sporge sopra l'abitacolo, alle alte velocità il motore è in grado di sviluppare una trentina di CV in più per effetto della sovrapressione dell'aria. Concettualmente è del tutto conforme al regolamento di Formula 1 dell'epoca, tanto è vero che nel 1994 viene utilizzato sulle monoposto McLaren.

### Telaio

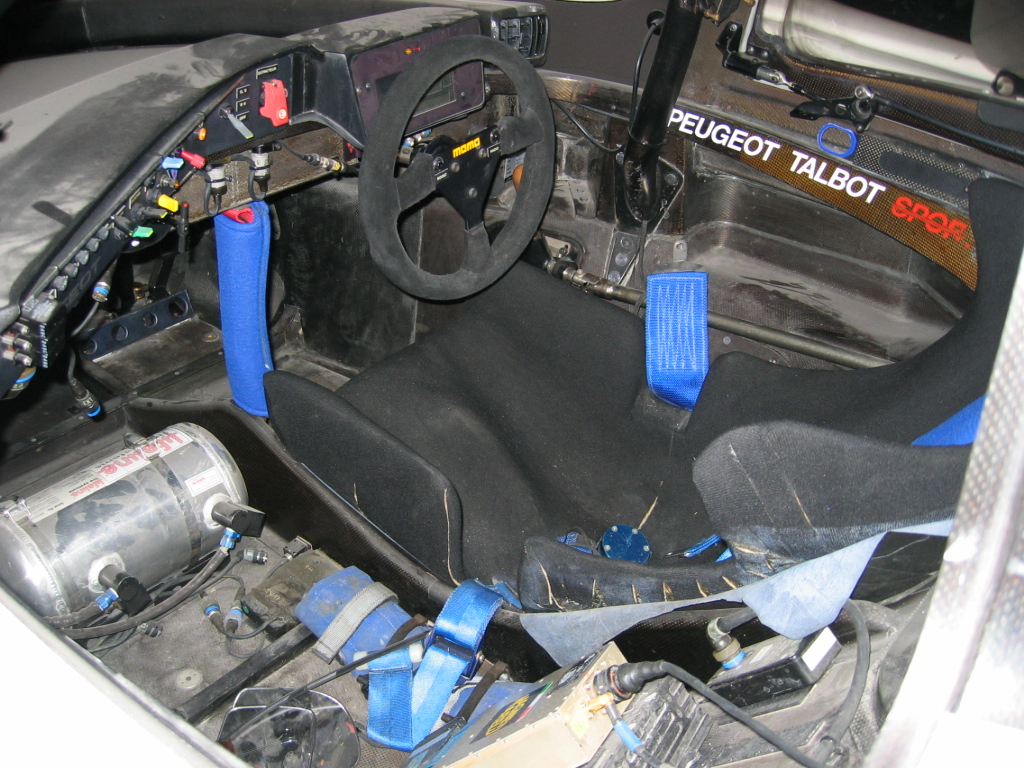
L'abitacolo della Peugeot 905

Il telaio della vettura è costituito da una monoscocca in fibra di carbonio realizzata in collaborazione con l'industria aeronautica francese Dassault Aviation, la quale si è occupata anche dello sviluppo dell'aerodinamica del prototipo, la carrozzeria è in fibra di carbonio, il cambio è meccanico a sei rapporti, la trazione è posteriore, le sospensioni sono del tipo indipendenti, hanno uno schema a triangoli sovrapposti con puntoni diagonali (push rod) sia all'avantreno e che al retrotreno con barre antirollio regolabili, l'impianto frenante è dotato di dischi freno in materiale composito, non è dotata di servosterzo; questo prototipo raggiunge un peso minimo di 755 kg. La capacità massima del serbatoio carburante è di 100 litri, la 905 è equipaggiata con pneumatici Michelin.

### Aerodinamica
La zona dell'abitacolo è molto rastremata, appena sufficiente ad accogliere il pilota, sebbene in teoria si tratti di una biposto; il minuscolo parabrezza di concezione aeronautica ingloba nei montanti gli specchietti retrovisori, mentre i finestrini con apertura ad ali di gabbiano fungono da portiere, l'accesso al sedile di guida è scomodo, perciò il pilota deve contorcersi non poco per entrarvi. Sopra il tetto si eleva una presa d'aria dinamica di sezione ogivale, che funge da convogliatore d'aria per il cassoncino di aspirazione del motore V10. Il fondo vettura è dotato di condotti Venturi che generano un importante effetto suolo e contribuiscono ad aumentare la deportanza totale.

## Evoluzioni

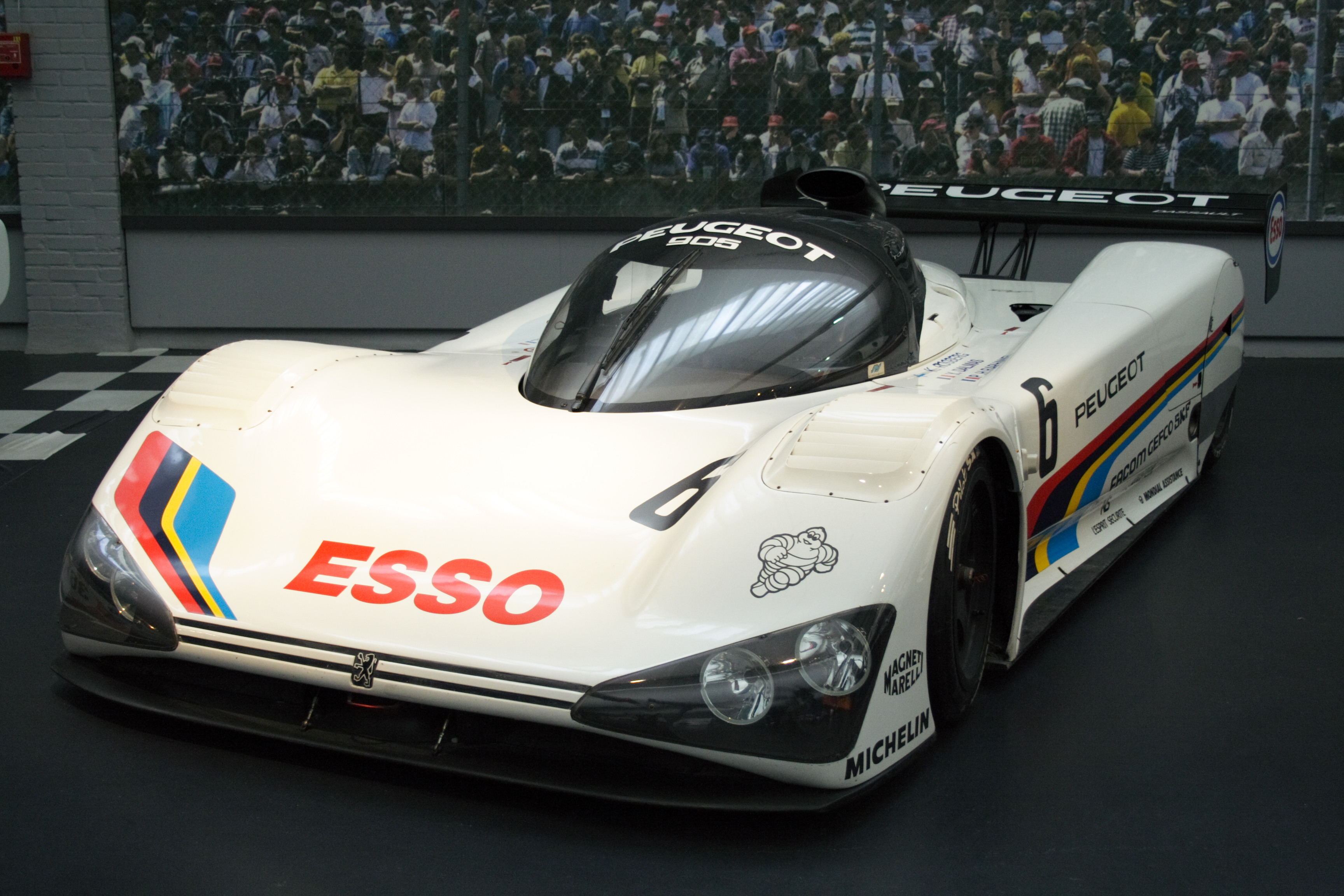
La prima versione della Peugeot 905

### 905
La vettura iniziale presentata nel 1990, sovente chiamata anche Evo 1 o Lm, dispone di un'unica presa d'aria anteriore per il raffreddamento dei radiatori posti sulle fiancate, spoiler all'avantreno, fari anteriori di forma trapezoidale, ruote posteriori carenate, il design dalle linee più tese presenta soluzioni stilistiche soprattutto nel frontale che richiamano alla produzione di serie della Peugeot di allora, in particolare le Peugeot 405 e 605.
La Peugeot dopo aver presentato nell'estate del 1990 la 905, continuerà costantemente a sviluppare questa vettura nel corso degli anni, rendendola sempre più competitiva; alla prima versione seguiranno poi altre 3 evoluzioni.

### 905 Evo 1 bis
Nell'estate del 1991 viene messa in pista un'ulteriore evoluzione della 905, la Evo 1 bis, prevista inizialmente per la stagione 1992, viene invece fatta esordire in anticipo per consentire alla squadra di recuperare in competitività. Sostanzialmente monta una aerodinamica rivista, soprattutto nella parte anteriore con un muso molto più scavato, mentre le prese d'aria per il raffreddamento dei radiatori sono poste subito dopo le ruote anteriori ai lati dell'abitacolo, viene dotata di un alettone posteriore biplano, (soluzione ripresa dalla Jaguar XJR-14), inoltre compare un alettone anteriore posto a rasoterra d'innanzi al muso, queste modifiche consentono d'incrementare il carico aerodinamico e grazie anche ad interventi sul motore, alleggerito di 16 kg e migliorato in affidabilità, la 905 compie un deciso miglioramento cronometrico in pista.
Nel 1992, le performance della 905 erano tali che poteva competere in termini cronometrici con alcune vetture di Formula 1 sue contemporanee nonostante uno sfavorevole divario di peso di oltre 200 kg, la pole position con il tempo di 1'16"415 fatta segnare da Philippe Alliot sul Circuito di Magny Cours in occasione della 500 km francese, gli avrebbe valso in teoria il corrispondente 8º tempo assoluto in griglia nel Gran Premio di Francia di Formula 1 1992, infatti Ivan Capelli con la Ferrari F92 A fece segnare l'ottavo tempo in 1'16"443.

### 905 Evo LM
La versione specifica per la 24 Ore di Le Mans della 905 Evo 1 bis, leggermente meno spinta a livello meccanico, in particolare: un propulsore contenuto nel regime di rotazione a 11.000 giri/min per una potenza di circa 620 CV, una trasmissione rinforzata per resistere alle sollecitazioni di migliaia di cambi marcia, un impianto frenante opportunamente rivisto per le violente e continue staccate, il peso totale raggiungeva i 780 kg.
Anche la veste aerodinamica è specifica per la particolare conformazione del Circuit de la Sarthe composto di lunghi rettilinei e curvoni veloci; questa pista infatti necessità di livelli di deportanza minori con conseguente minore resistenza all'avanzamento, perciò la vettura è priva del grande alettone anteriore (utilizzato invece nelle gare sprint), mentre l'alettone posteriore biplano presenta il profilo superiore particolarmente ridotto e appiattito, per non penalizzare la velocità di punta.

### 905 Evo 2

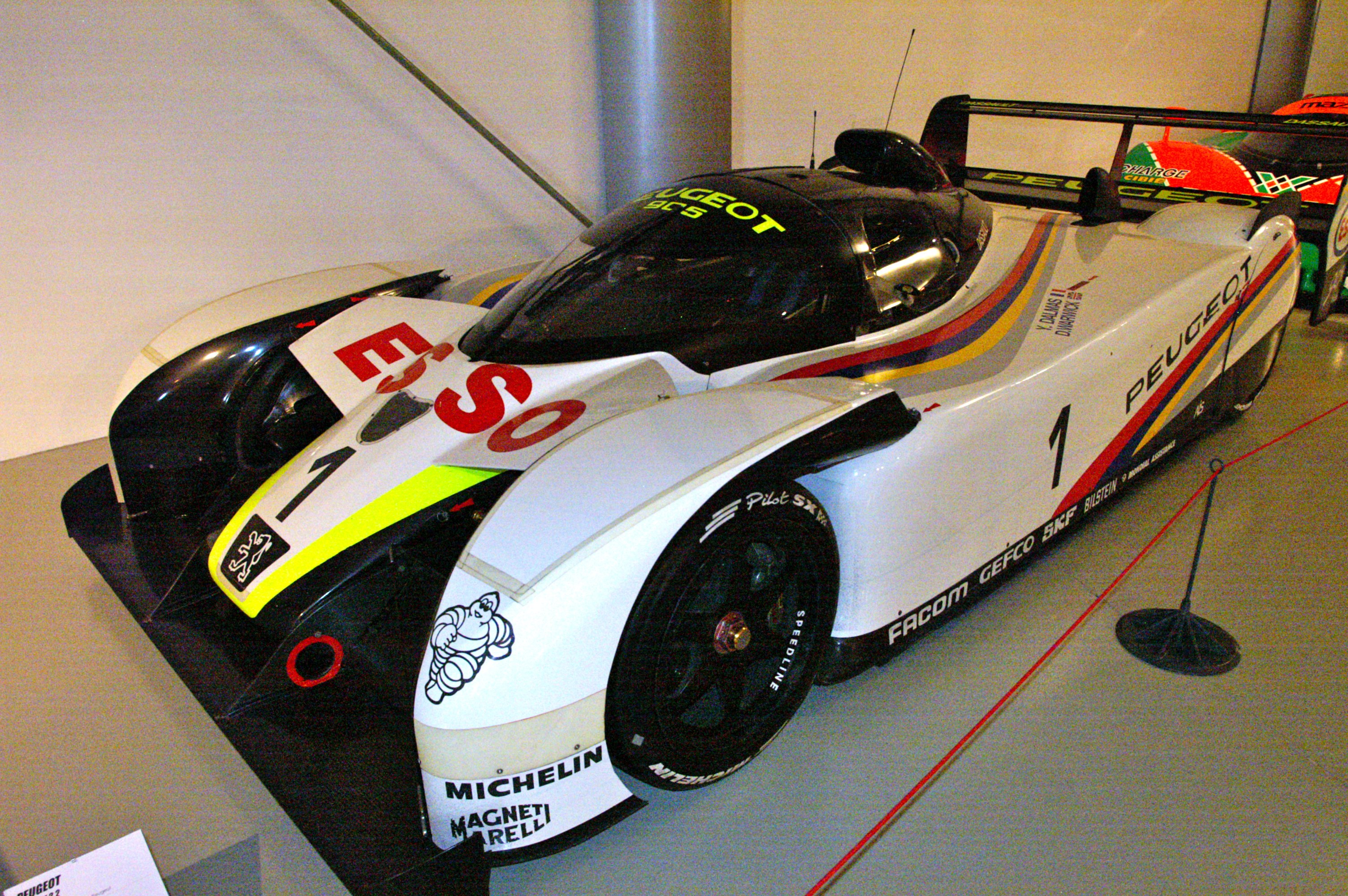
Peugeot 905 Evo2

In vista della stagione agonistica 1993, la Peugeot percependo un forte impegno della rivale Toyota, concentrata nel preparare una TS010 più evoluta, decise di concepire una vettura dalle soluzioni tecniche ancor più estremizzate, sviluppando così la 905 Evo 2, una sorta di Formula 1 con ruote carenate, musetto rialzato, alettone anteriore biplano, braccetti delle sospensioni a vista, profilo dell'abitacolo e del cofano motore più affusolati, il corpo vettura sviluppava un carico aerodinamico maggiore, mentre la resistenza all'avanzamento era diminuita. Le sospensioni posteriori vennero ridisegnate in funzione di un nuovo cambio trasversale sequenziale a 5 rapporti, provato anche in una versione con azionamento semiautomatico rivelatasi però poco affidabile durante i test di durata.
Dopo l'imprevista soppressione del mondiale prototipi 1993 per l'esiguo numero di squadre partecipanti, alla Peugeot restava solo 24 Ore di Le Mans, ma la 905 Evo 2 non venne schierata per questa prova, il suo design era ritenuto troppo radicale per una gara di durata, a causa della particolare conformazione aerodinamica dell'avantreno, si correva il rischio di raccogliere detriti e di danneggiare i radiatori; la Peugeot decise perciò di accantonare per sempre questa evoluzione, schierando per Le Mans la collaudata Evo 1 bis LM.

## Risultati sportivi

### Campionato mondiale Sport-prototipi
La Peugeot 905 viene schierata inizialmente nelle ultime corse del campionato del mondo 1990, con l'intenzione di collaudarla e svilupparla affinché possa competere ad alto livello l'anno seguente nel mondiale 1991, sua prima stagione completa.
Il campionato 1991 si apre nei migliori dei modi, la 905 vince la prima corsa disputata sul Circuito di Suzuka, ma nonostante sia stata la prima vettura progettata espressamente sulla base dei nuovi regolamenti Sport 3,5 litri, il prototipo francese viene ben presto sopraffatto da una debuttante di lusso: la Jaguar XJR-14, che si rivela nettamente più veloce nelle successive prove di campionato. La Peugeot corre ai ripari, schierando la nuova 905 Evo 1 Bis, vettura che si dimostra competitiva e coglie 2 vittorie consecutive. Al termine del campionato la Peugeot si piazza al secondo posto nella classifica costruttori alle spalle della Jaguar.
Nel Campionato mondiale sportprototipi 1992, la Toyota TS010 vince la prima prova, la 500 km di Monza, ma la 905 nella variante Evo 1 Bis mantiene una buona supremazia nel resto della stagione, vincendo 5 gare su 6 e conquistando sia il titolo costruttori, sia quello piloti con Yannick Dalmas e Derek Warwick, gli ultimi assegnati dalla FIA.

### 24 Ore di Le Mans
Nella 24 Ore di Le Mans 1991, le due Peugeot 905 sono costrette a ritirarsi dopo solo 4 ore per problemi al motore mentre sono in testa, le nuove Gruppo C atmosferiche che normalmente corrono su distanze di 500 km si rivelano ancora fragili per le gare di durata. Dopo il doppio ritiro, la Peugeot inizia a lavorare ad un'evoluzione di motore capace di sopportare oltre 5.000 km di gara, il propulsore viene poi provato in pista in una serie di test.
Nella edizione 1992 della maratona francese, la Peugeot si presenta più preparata, una 905 in versione da qualifica (un muletto assettato e potenziato solo per le prove) pilotata da Philippe Alliot ottiene una pole position record con un tempo di 3.21.200, ben 10 secondi in meno rispetto al tempo dell'anno precedente, con queste premesse la gara appare a portata di mano e infatti la Peugeot trionfa vincendo con l'equipaggio Derek Warwick, Yannick Dalmas e Mark Blundell mentre la vettura gemella completa il podio giungendo terza, l'unica seria rivale, la Toyota TS010 alla fine seconda, non riesce ad ostacolare la vettura francese, mentre la terza 905 si ritira per problemi al motore.
Il 1993 è il primo anno senza il mondiale prototipi, la Peugeot ha come unico obiettivo riconfermare la vittoria a Le Mans, per contrastare più efficacemente la squadra Toyota vengono schierate tre 905 alla 24 Ore di Le Mans 1993; tutto va per il meglio e Peugeot coglie una tripletta, monopolizzando il podio con i suoi piloti, la vittoria va al trio Gary Brabham, Christophe Bouchut e Éric Hélary.
Chiusa la parentesi endurance con la 905, Peugeot decide di impegnarsi in Formula 1, nel 1994 fornirà il suo collaudato motore V10 ulteriormente potenziato alla McLaren.